# Lacus Doloris

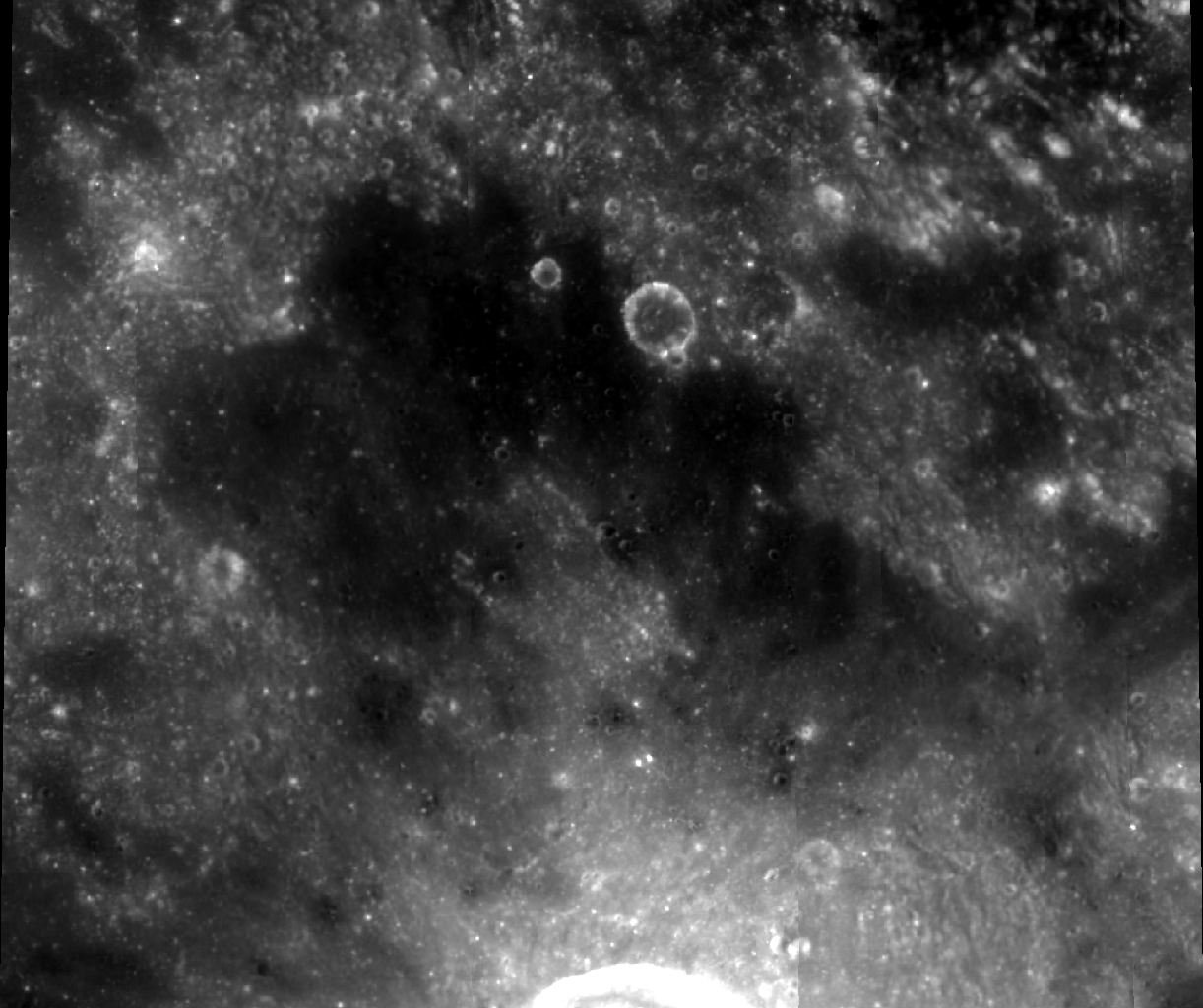
Lacus Doloris

Lacus Doloris (łac. Jezioro Smutku) – to małe morze księżycowe w krainie Terra Nivium. Jego współrzędne selenograficzne to 17,1° N, 9,0° E, a średnica wynosi 110 km. Nazwa została zatwierdzona przez Międzynarodową Unię Astronomiczną w roku 1976.